# Groene geelvleugeluil
De groene geelvleugeluil (Polyphaenis sericata) is een vlinder uit de familie uilen (Noctuidae). De wetenschappelijke naam is voor het eerst geldig gepubliceerd in 1787 door Esper.
De soort komt voor in Europa.